# 甜麺醤
甜麺醤（テンメンジャン、ティェンミェンジャン）は、中華料理の調味料の一種。中華甘みそ、麺醤とも呼ばれる。

## 概要
小麦粉と塩を混ぜ特殊な麹を加えて醸造された、黒または赤褐色の味噌。甜麺醤とは、甘く（甜）小麦粉（麺）から作った味噌（醤）の意味。北京では伝統的に、春に麹を作り、夏に発酵させ、秋に製品にするという比較的長いスパンで製造されていた。しかし負荷が大きいため製造法が改良され、用いる麹の種類と製法を変更することで、短い発酵期間で製造されるようになった。
生のまま食べることも出来るのでそのまま料理に添えて食べることもある。火を通すことにより強い香りが出るので肉や野菜を炒める時や煮物の隠し味や味付けとして使うとよい。回鍋肉、北京ダック、炸醤麺、麻婆豆腐、春餅などに使われる。
見た目は八丁味噌に似ているが、八丁味噌は豆味噌であり甘くない。日本で作られている甜麺醤は、八丁味噌に糖類・胡麻油を加えて作られることが多い。また現代の中国国外における甜麺醤は、大豆を原材料として製造・販売されている製品も多い。

## 製法
伝統的には、小麦粉の麺状の生地である麺糕（面糕、ミァン・コー）を蒸して種麹を接種し醸造する天然醸造法（麺糕麹）と、小麦粉に麺肥（面肥、ミァン・パイ）、または麺引子（面引子、ミァン・イン・スー)というパン種（パン酵母や酒母）を加えてできた蒸しパン状の生地に種麹を接種して醸造する保温発酵法（饅頭麹）がある。これに対して麹の分解酵素を利用して製造する速醸法がある。なお、現代の製法ではソルビン酸ナトリウムが添加される場合がある。

## 甜麺醤を使う代表的な料理
- 回鍋肉
- 北京ダック
- 炸醤麺
- 麻婆豆腐
- 京醤肉絲
- 醤爆鶏丁
- 春餅